# فراگویش
فراگویش در زبان‌شناسی میان زبان و گویش قرار دارد. از آن در دو زمینه متمایز برای توصیف روابط ساختاری یا عملکردی یک زبان خاص استفاده می‌شود. در رده ساختاری، فراگویش‌ها نخستین تقسیم زبان هستند برای نمونه زبان چندکانونی صربی‌کرواتی به سه فراگویش (اشتوکاوی، کاجکاوی و چاکاوی) تقسیم می‌شود که هر یک دارای چندین گویش هستند. در رده عملکردی، یک گونه غالب گویشی را درون یک زبان خاص تعیین می‌کند که به پرکاربردترین زبان‌گونه آن زبان اشاره دارد که در عمل توسط بیشتر گویشوران آن به عنوان ابزاری اساسی برای تعامل و ارتباط متقابل پذیرفته شده‌است. چنین گویشی در این زمینه میان‌گویش نیز نامیده می‌شود.